# Rezerwat przyrody Kozłowe Borki
Rezerwat przyrody Kozłowe Borki – rezerwat przyrody położony na terenie gminy Białowieża, w powiecie hajnowskim, w województwie podlaskim, w widłach rzek: Leśnej Prawej i Przewłoki (stanowiących granicę z Białorusią); od zachodu graniczy z rezerwatem „Przewłoka”, a od północy i wschodu z rezerwatem „Lasy Naturalne Puszczy Białowieskiej”.
- Powierzchnia według aktu powołującego: 246,97 ha[1]
- Rok powstania: 1995
- Rodzaj rezerwatu: leśny
- Przedmiot ochrony: zbiorowiska leśne z dużym udziałem boru świerkowo-torfowcowego o charakterze borealnym i bogatej florze mszaków.

Według obowiązującego planu ochrony ustanowionego w 2007 roku, obszar rezerwatu objęty jest ochroną czynną.